# フビニの定理
数学においてフビニの定理（フビニのていり、英: Fubini's theorem）とは、Guido Fubini (1907) によって導入された、逐次積分による二重積分の計算が可能となるための条件に関する一結果である。すなわち、次のような計算が可能となる。
{\displaystyle \int _{X}\left(\int _{Y}f(x,y)\,{\text{d}}y\right)\,{\text{d}}x=\int _{Y}\left(\int _{X}f(x,y)\,{\text{d}}x\right)\,{\text{d}}y=\int _{X\times Y}f(x,y)\,{\text{d}}(x,y).}
この結果、積分の順序は逐次積分において変えることが可能となる。フビニの定理は、ある二変数函数が可積分であれば、上記のような二回の繰り返しの積分は等しいことを意味する。Leonida Tonelli (1909) によって導入されたトネリの定理（Tonelli's theorem）も同様のものであるが、その定理が適用される函数は可積分ではなくとも非負であればよい。

## 歴史
フビニの定理の特別な場合として、実ベクトル空間の閉有界部分集合の積上の連続函数に対する定理は、18世紀にオイラーによって知られていた。Lebesgue (1904) はこの結果を、ある区間の積上の有界可測函数へと拡張した。1906年にレヴィは、この定理は有界ではなくても可積分である函数に対して拡張されると予想し、フビニは1907年にそれが事実であることを証明した。

## 積測度
X と Y が測度を伴う測度空間であるなら、それらの積に関する積測度を定義するいくつかの自然な方法が存在する。
測度空間の（圏論の意味での）積 X×Y は、それらの可測な部分集合の積 A×B によって生成されるσ代数をその可測集合として持つ。X×Y 上の測度 μ は、可測部分集合 A および B に対して μ(A×B)=μ(A)μ(B) を満たすとき、積測度と呼ばれる。一般に X×Y 上には多くの異なる積測度が存在しうる。フビニの定理とトネリの定理はいずれも、この問題を解決するための技術的な条件を必要としている。その最も一般的な方法として、すべての可測空間は σ-有限であると仮定する方法がある。この場合、X×Y 上の積測度は唯一つとなる。また、可測集合の測度が、可測集合の積の可算個の合併であるような集合の測度の下限で与えられる場合、X×Y 上には常に唯一つの極大積測度（maximal product measure）が存在する。その極大積測度は、可測集合の積によって生成される集合の環上で μ(A×B)=μ(A)μ(B) を満たすような加法的函数 μ に対してカラテオドリの拡張定理を適用することで構成できる。
二つの完備測度空間の積は通常、完備ではない。例えば、単位区間 I 上のルベーグ測度の積は、平方 I×I 上のルベーグ測度ではない。完備測度に対するフビニの定理の変化版も存在し、そこでは不完備な測度の積の代わりにその積の完備化が用いられる。

## 可積分函数に対するフビニの定理
X と Y を測度空間とし、X × Y を与えられた極大積測度（X と Y が σ-有限であるなら、それは唯一つの積測度となる）とする。フビニの定理では、f(x,y) が X × Y 可積分であるなら、すなわち可測かつ
{\displaystyle \int _{X\times Y}|f(x,y)|\,d(x,y)<\infty }
が有限であるなら、次が成立すると述べられている。
{\displaystyle \int _{X}\left(\int _{Y}f(x,y)\,dy\right)dx=\int _{Y}\left(\int _{X}f(x,y)\,dx\right)dy=\int _{X\times Y}f(x,y)\,d(x,y).}
この式のはじめの二つの積分は、それぞれ二つの測度に関する逐次積分であり、三つ目の積分はそれら二つの測度の極大積に関する積分である。上記に現れる各偏積分 {\displaystyle \textstyle \int _{Y}f(x,y)\,dy,\int _{X}f(x,y)\,dx} は至る所で定義されている必要はない。実際、それらが定義されない点は測度 0 の集合を構成するため、このことは問題とならない。
上述の、絶対値に関する積分が有限でないなら、上式の二つの逐次積分は実際に異なる値を取りうる。そのような可能性については、後述の内容を参照されたい。
フビニの定理はしばしば、X と Y は σ-有限であるという仮定が初めから置かれ、そのような場合、積測度は極大であるという仮定は必要なくなる（実際、極大積測度が唯一つの積測度となるため）。空間が σ-有限でないなら、フビニの定理が成立しないような異なる積測度が存在する可能性もある。例えば、ある積測度と非負可測函数 f に対して、|f| の二重積分はゼロとなるが二つの逐次積分は異なる値となることが起こり得る（後述の、反例に関する節を参照）。ある非極大積測度に対するフビニの定理の技巧的な一般化も存在する。このことについては (Fremlin 2003) を参照されたい。トネリの定理およびフビニ＝トネリの定理は、非 σ-有限空間上では極大積測度に対してでさえも成立しないことがある。しかし実際の場合、フビニの定理を使う対象となるほとんど全ての測度空間は、σ-有限である。

## 非負函数に対するトネリの定理
（レオニダス・トネリの名にちなむ）トネリの定理（Tonelli's theorem）は、フビニの定理の後継となる定理である。トネリの定理の結論はフビニの定理のものと同一であるが、フビニの定理の |f| の積分が有限であるという仮定は、f が非負であるという仮定に置き換えられる。
トネリの定理では、(X, A, μ) と (Y, B, ν) が σ-有限測度空間であり、X×Y から [0,∞] への函数 f が非負かつ可測であるなら、次が成立すると述べられている。
{\displaystyle \int _{X}\left(\int _{Y}f(x,y)\,{\text{d}}y\right)\,{\text{d}}x=\int _{Y}\left(\int _{X}f(x,y)\,{\text{d}}x\right)\,{\text{d}}y=\int _{X\times Y}f(x,y)\,{\text{d}}(x,y).}
トネリの定理の特別な場合として、{\displaystyle \sum _{x}\sum _{y}a_{xy}=\sum _{y}\sum _{x}a_{xy}} のような和の順序交換が挙げられる。ただし {\displaystyle a_{xy}} は全ての x および y に対して非負であるとする。トネリの定理の要点は、このような和の順序交換はたとえ級数が発散する場合でも成立する、ということである。実際、和の順序交換によって値が変わるような例は、{\displaystyle +\infty } および {\displaystyle -\infty } にそれぞれ発散する部分列が存在する場合にしか起こり得ないが、今回は全ての元は非負であるため、この可能性は除かれている。
測度空間は σ-有限であるという条件が無い場合、上述の三つの積分がそれぞれ異なる値を取ることも起こり得る。何人かの研究者は、σ-有限でない測度空間に対するトネリの定理の一般化を与えているが、そのような一般化ではしばしば問題を σ-有限の場合に直ちに帰着させるような追加条件が与えられている。例えば、A×B 上の σ-代数を、可測集合のすべての積によってではなく、有限測度の部分集合の積によって生成されるものと設定されることもあるが、これはその積から各要素 A および B への射影が可測ではないという望ましくない結果をもたらす。また他の例では、f の台が有限測度の積の可算個の合併に含まれるという条件が加えられている。Fremlin (2003) は、トネリの定理のいくつかの非 σ-有限空間への拡張が与えられているが、それは幾分技術的なものである。そのような一般化はどれも、抽象的な測度論の範疇を超えた点において意義深い応用例が見つかっているものではなく、実際の興味あるほとんど全ての測度空間は σ-有限である。

## フビニ＝トネリの定理
フビニの定理とトネリの定理を組み合わせることで、フビニ＝トネリの定理（しばしばフビニの定理と省略して呼ばれる）が得られる。その定理では、X と Y が σ-有限測度であり、f は以下の三つの積分
{\displaystyle \int _{X}\left(\int _{Y}|f(x,y)|\,{\text{d}}y\right)\,{\text{d}}x}
{\displaystyle \int _{Y}\left(\int _{X}|f(x,y)|\,{\text{d}}x\right)\,{\text{d}}y}
{\displaystyle \int _{X\times Y}|f(x,y)|\,{\text{d}}(x,y)}
のいずれかが有界であるような可測函数であるなら、次の等式が成立することが述べられている。
{\displaystyle \int _{X}\left(\int _{Y}f(x,y)\,{\text{d}}y\right)\,{\text{d}}x=\int _{Y}\left(\int _{X}f(x,y)\,{\text{d}}x\right)\,{\text{d}}y=\int _{X\times Y}f(x,y)\,{\text{d}}(x,y).}
上述の条件式における f の絶対値は、f の正あるいは負の部分で置き換えることが出来る。非負函数の負の部分はゼロであり、積分は有限となることから、そのような置き換えはトネリの定理を含むものであることが分かる。非公式的に、それらの条件が満たされるなら f の二重積分は（無限となることもあるが）well defined と呼ばれる。
フビニの定理に対してフビニ＝トネリの定理を用いることの利点は、絶対値 |f| の逐次積分は二重積分よりも容易に研究できることがあることである。フビニの定理におけるように、単一の積分は測度 0 の集合上で定義されないこともある。

## 完備測度に対するフビニの定理
上述のフビニおよびトネリの定理は、ルベーグ測度を伴う実数直線 R 同士の積の上での積分に対して適用できないという厄介な問題がある。これは、R×R 上のルベーグ測度は R 上のルベーグ測度同士の積とは異なり、その完備化であるという点から生じる問題である。一般に二つの完備測度空間 X と Y の積は、完備ではない。この理由により、完備測度に対するフビニの定理の変形版がしばしば用いられる。大雑把に言うと、すべての測度をその完備化で置き換えるということである。上述のものと似たフビニの定理の変形版は多く存在するが、それらには以下のようないくつかの小さな差異が見られる：
- 二つの測度空間の積 X×Y を取る代わりに、ある測度の完備化を取る。
- X×Y の完備化の上で f が可測であるなら、その垂直あるいは水平直線への制限は、それらの直線内の測度 0 の部分集合に対して非可測となることがある。したがってそのような垂直あるいは水平に対する積分は、非可測な函数の積分も含むため、測度 0 の集合上では定義されない可能性も許す必要がある。可積分ではない函数は定義されていないため、このことによってわずかな差異が生じる。
- 一般に、X と Y 上の測度は完備であることが仮定される。そうでなければ、垂直あるいは水平直線に沿った二つの部分積分は well-defined であるが可測でないという場合が起こり得る。例えば f を、測度 0 の集合を含むようなある可測集合と非可測集合の積に関する特性函数とする。このとき、その積分は至る所で well-defined であるが、非可測である。

## 証明
フビニおよびトネリの定理の証明は、σ-有限性に関連する仮定を用いるため、必然的に幾分技巧的なものとなる。ほとんどの証明では、以下に述べるような徐々に複雑になっていく函数に対して定理の成立を示すことで、最終的にすべてを示す方針を採っている。
- 手順１：積上の測度は積測度であるという事実を使って、長方形区間上の特性函数に対して定理を証明する。
- 手順２：空間が σ-有限であるという条件（あるいはそれに関連する条件）を使って、可測集合上の特性函数に対して定理を証明する。
- 手順３：函数が可測であるという条件を使って、単函数（有限個の値のみを取る函数。手順２の函数の有限の線型結合である）近似により正の可測函数に対して定理を証明する。これによって、トネリの定理は証明される。
- 手順４：函数が可積分であるという条件を使って、その函数を二つの正の可積分函数の差で表し、それぞれに対してトネリの定理を用いる。これによって、フビニの定理が証明される。

## 反例
次の例では、フビニの定理およびトネリの定理のいくつかの仮定が満たされないとき、どのようにして定理が成立しないかを示す。

### σ-有限空間でない場合にトネリの定理が成立しないこと
X はルベーグ可測集合とルベーグ測度を伴う単位区間とし、Y は数え上げ測度を伴う単位区間でそのすべての部分集合は可測であるものとする。したがって Y は σ-有限ではない。f が X×Y の対角についての特性函数であるなら、f の X に沿った積分は Y 上の函数 0 となるが、Y に沿った積分は X 上の函数 1 となる。したがって二つの逐次積分の値は異なるものとなる。このことは、積測度がどのように選ばれたとしても、σ-有限でない空間に対してはトネリの定理は成立しないことを意味する。その測度はいずれも分解可能であり、トネリの定理は（σ-有限測度よりもやや一般的である）分解可能測度に対しては成立しないことが示される。

### 非極大積測度に対してフビニの定理が成立しないこと
たとえ σ-有限でない空間であっても、極大積測度が用いられるなら、フビニの定理は成立する。実際、上記の例において極大積測度を考えると、対角は無限測度を持ち、したがって |f| の二重積分は無限大となるため、（空虚な意味で）フビニの定理は成立する。しかし X×Y を、測度の集合がその水平区分のルベーグ測度の和であるような積測度とするとき、|f| の二重積分はゼロであるが、二つの逐次積分の値は依然として異なるものであり得る。これはフビニの定理が成立しないような積測度の例である。
このことにより、二つの測度空間の同一の積上の異なる二つの積測度の例が得られた。二つの σ-有限測度空間の積として、唯一つの積測度が存在する。

### 非可測函数に対してトネリの定理が成立しないこと
X は第一非可算順序数で、可測集合が（測度 0 で）可算であるか、可算個の（測度 1 の）補集合であるような有限測度を伴うものとする。X×X の（非可測な）部分集合 E を x<y を満たすペア (x,y) で与えると、それはすべての水平直線上で可算であり、すべての垂直直線上に可算個の補集合を持つ。f を E の特性函数とすると、f の二種類の逐次積分が定義され、それらは 1 と 0 という異なる値を取る。この函数 f は非可測であるため、これはトネリの定理が非可測函数に対して成立しない例となる。

### 非可測函数に対してフビニの定理が成立しないこと
上の例の変形版として、たとえ |f| が可積分でいずれの逐次積分が well-defined であっても、非可測であればフビニの定理が成立しないことがあるという例を以下に挙げる：f は E 上で 1 であり、E の補集合上で -1 とする。このとき |f| はその直積空間上で積分 1 となり可積分であるが、well-defined である各逐次積分の値はそれぞれ 1 と -1 となり、異なる。
連続体仮説を考えることで、X を単位区間 I と見なすことが出来、二つの（ルベーグ測度による）逐次積分は定義されるが等しくないような I×I 上の有界非負函数が存在することが分かる。この例は Sierpiński (1920) によって発見された。ルベーグ測度を伴う二つの単位区間の積上に対するフビニの定理のより強い結果において、函数はもはや可測である必要はなく、二つの逐次積分が well-defined で存在していればよいが、その結果は標準的な集合論のツェルメロ＝フレンケルの公理とは独立なものである。連続体仮説とマーティンの公理はいずれも、逐次積分の値が異なるような単位正方形上の函数が存在することを意味するが、Friedman (1980) は、それはZFCと一致し、[0, 1] に対する強フビニ型定理が成立し、二つの逐次積分が存在するならそれらは等しくなることを示した。ZFCから独立な命題の一覧 を参照。

### 非可積分函数に対してフビニの定理が成立しないこと
フビニの定理によれば、（σ-有限測度空間の積上の可測函数に対して）絶対値の積分が有限であるなら、積分の順序は問題にならない。すなわち、はじめに x について積分し、続いて y について積分すれば、はじめに y、続いて x について積分したものと同じ結果が得られる。絶対値の積分は有限であるという仮定は、ルベーグ可積分性であり、この仮定が無いと二つの逐次積分は異なる値を取り得る。
逐次積分が一般に異なる値を取る簡単な例として、二つの測度空間を正の整数として定め、函数 f(x,y) は x=y なら 1、x=y+1 なら -1、それ以外なら 0 となるものが挙げられる。このとき二つの逐次積分はそれぞれ 0 と 1 という異なる値を取る。
他の例として、次の函数が考えられる。
{\displaystyle {\frac {x^{2}-y^{2}}{(x^{2}+y^{2})^{2}}}=-{\frac {\partial ^{2}}{\partial x\partial y}}\arctan(y/x).}
このとき逐次積分は
{\displaystyle \int _{x=0}^{1}\left(\int _{y=0}^{1}{\frac {x^{2}-y^{2}}{(x^{2}+y^{2})^{2}}}\,{\text{d}}y\right)\,{\text{d}}x={\frac {\pi }{4}}}
および
{\displaystyle \int _{y=0}^{1}\left(\int _{x=0}^{1}{\frac {x^{2}-y^{2}}{(x^{2}+y^{2})^{2}}}\,{\text{d}}x\right)\,{\text{d}}y=-{\frac {\pi }{4}}}
となり、異なる値となる。対応する二重積分は絶対収束（言い換えると、絶対値を取った積分は有限でない）しない。すなわち、
{\displaystyle \int _{0}^{1}\int _{0}^{1}\left|{\frac {x^{2}-y^{2}}{(x^{2}+y^{2})^{2}}}\right|\,{\text{d}}y\,{\text{d}}x=\infty }
となる。

## クラトフスキ＝ウラムの定理
ポーランドの数学者カジミェシュ・クラトフスキとスタニスワフ・ウラムの名にちなむクラトフスキ＝ウラムの定理は、任意の第二可算的ベール空間に対する同様の結果であり、「ベールカテゴリーに対するフビニの定理」とも呼ばれている。X と Y を第二可算的ベール空間（あるいは特に、ポーランド空間）とし、{\displaystyle A\subset X\times Y} とする。このとき、A がベールの性質を持つものであるなら、以下の二つの条件は同値である：
1. A は痩集合（meagre set）。
2. 集合 {\displaystyle \{x\in X:A_{x}{\text{ is meager in Y}}\}} は X 内の補痩集合（comeagre set）。ただし {\displaystyle A_{x}=\pi _{Y}[A\cap \lbrace x\rbrace \times Y]} であり、{\displaystyle \pi _{Y}} は Y の上への射影。

各条件の痩集合はそれぞれ補痩集合に代えても成立する。仮に A がベールの性質を持たないとしても、条件２は条件１より従う。この定理は、任意のハウスドルフ空間 X および可算 n-基を持つハウスドルフ空間 Y に対しても（空虚な意味であることもあるが）成立する。
この定理は、考えている函数がある積空間の集合の特性函数である場合の通常のフビニの定理と類似なものである。その場合、痩集合は測度 ０ の集合、補痩集合は全測度（full measure）の集合、ベールの性質を持つ集合は可測集合に対応する。